# Telescopio KPNO
Il telescopio KPNO (da Kitt Peak National Observatory) è un telescopio riflettore con uno specchio primario del diametro di 2,1 m, costruito nel 1964 come parte del NOAO presso l'omonimo osservatorio, di cui è uno dei primi ad essere costruito. Tra le scoperte del telescopio rientrano la prima lente gravitazionale e la prima nana bianca pulsante. Nel 2015 è stato lasciato dal NOAO, per passare sotto la Robo-AO, che è intervenuta installando un'ottica adattiva.

## Note

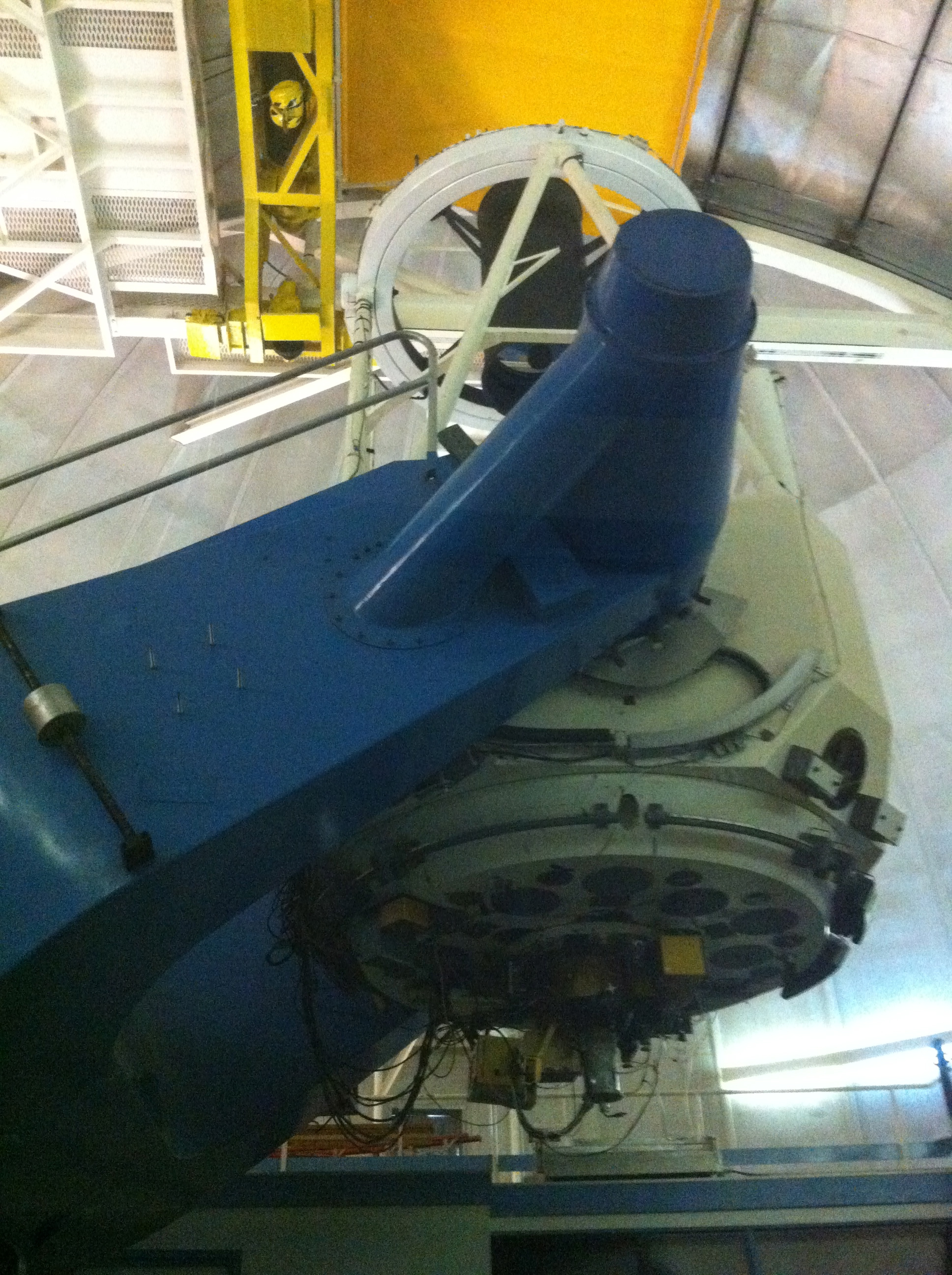
Il telescopio